# Oxathres proxima
Oxathres proxima är en skalbaggsart som beskrevs av Monné 1976. Oxathres proxima ingår i släktet Oxathres och familjen långhorningar. Inga underarter finns listade i Catalogue of Life.